# San Marinos Grand Prix 1996
San Marinos Grand Prix 1996 var det femte av 16 lopp ingående i formel 1-VM 1996.

## Resultat
1. Damon Hill, Williams-Renault, 10 poäng
2. Michael Schumacher, Ferrari, 6
3. Gerhard Berger, Benetton-Renault, 4
4. Eddie Irvine, Ferrari, 3
5. Rubens Barrichello, Jordan-Peugeot, 2
6. Jean Alesi, Benetton-Renault, 1
7. Pedro Diniz, Ligier-Mugen Honda
8. Mika Häkkinen, McLaren-Mercedes (varv 61, motor)
9. Pedro Lamy, Minardi-Ford
10. Luca Badoer, Forti-Ford
11. Jacques Villeneuve, Williams-Renault (57, upphängning)

### Förare som bröt loppet
- Olivier Panis, Ligier-Mugen Honda (varv 54, motor)
- Ukyo Katayama, Tyrrell-Yamaha (45, snurrade av)
- David Coulthard, McLaren-Mercedes (44, hydraulik)
- Ricardo Rosset, Footwork-Hart (40, motor)
- Jos Verstappen, Footwork-Hart (38, hydraulik)
- Martin Brundle, Jordan-Peugeot (36, snurrade av)
- Heinz-Harald Frentzen, Sauber-Ford (32, bromsar)
- Giancarlo Fisichella, Minardi-Ford (30, motor)
- Johnny Herbert, Sauber-Ford (25, elsystem)
- Mika Salo, Tyrrell-Yamaha (23, motor)

### Förare som ej kvalificerade sig
- Andrea Montermini, Forti-Ford

## VM-ställning
| Förarmästerskapet 1. Damon Hill, Williams-Renault, 43 2. Jacques Villeneuve, Williams-Renault, 22 3. Michael Schumacher, Ferrari, 16 | Konstruktörsmästerskapet 1. Williams-Renault, 65 2. Ferrari, 25 3. Benetton-Renault, 18 |